# Chorégies d'Orange
Les Chorégies d'Orange és un festival d'òpera i música clàssica creat originalment el 1869 i en la seva forma actual el 1971. Té lloc cada estiu, els mesos de juliol i agost, al Teatre romà d'Aurenja.
En temps normals es representen dues òperes populars, dues vegades cadascuna, davant d'una audiència de gairebé nou mil persones; Les actuacions s'emeten amb freqüència a la televisió pública.

## Història

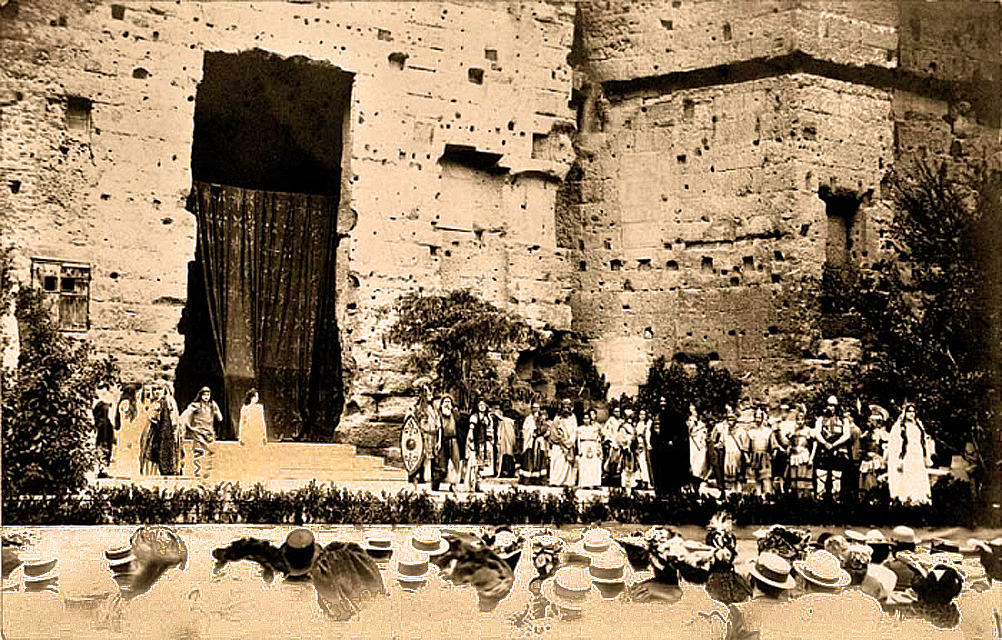
Representació de Fêtes romaines l'any 1869

A partir de 1860 es van fer representacions d'estiu a l'antic teatre, la restauració del qual havia començat el 1825. El 1869 es van crear les Festes romanes, amb una producció de Joseph, d'Étienne Nicolas Méhul. És el festival més antic de França i el primer que ha rehabilitat espectacles a l'aire lliure. També és, per al segle XIX, un dels pocs exemples d'extensió del principi del festival des del domini musical al del teatre.
L'any 1902, el festival va prendre el nom de Chorégies (del grec coreos, "els cors"), que fa referència a l'acústica excepcional que el local deu al seu mur escènic.
Durant un segle, les Chorégies van oferir teatre, òpera i concerts i van acollir grans noms de l'escenari francès, com Sarah Bernhardt per a Fedra el 1903; en particular Èdip Rei de Jules Lacroix, basat en Sòfocles, Andromaque de Jean Racine i Antígona. Dionysos, una tragèdia lírica en tres actes de Joachim Gasquet, es va representar al Teatre romà l'1 d'agost de 1904. Els artistes de l'Òpera de París i la Comédie-Française van mantenir el monopoli de l'escenari fins a la Segona Guerra Mundial. Després, el festival s'obre a empreses privades. L'any 1965 la companyia Renaud-Barrault hi va representar Numància de Cervantes.
A partir de 1969, el teatre abandona les Chorégies i es fa càrrec del Festival d'Avinyó.
L'any 1971 van començar les Nouvelles Chorégies, que van donar l'exclusivitat de l'art líric al festival, sota la direcció del ministre de Cultura Jacques Duhamel. L'organització està prevista per a sis vespres durant un mes, generalment dues representacions de dues òperes, així com dos concerts. Totes les grans òperes són interpretades pels més grans cantants i el festival pren llavors una dimensió internacional.

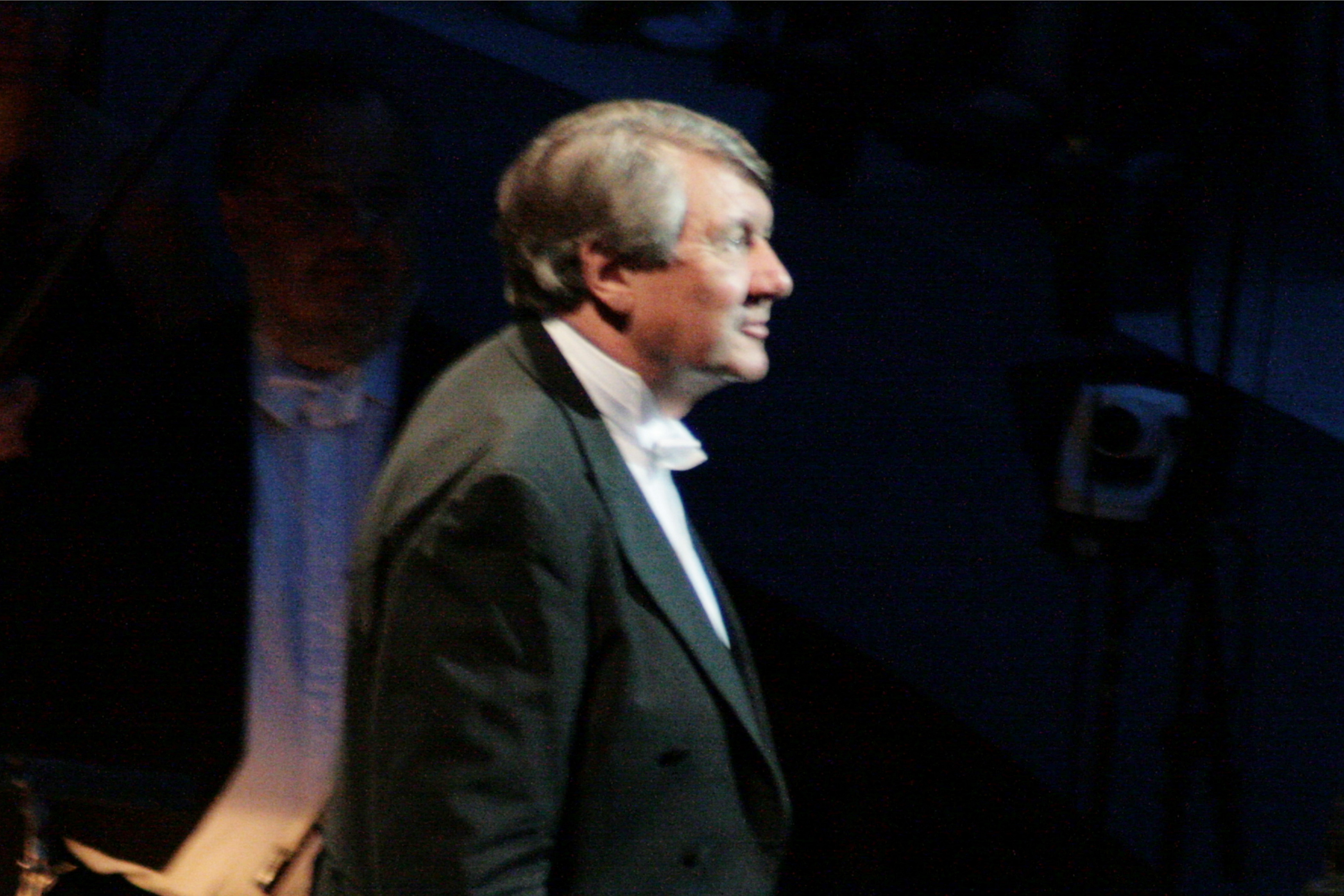
Michel Plasson director el 2008

Els Chorégies es van distingir més recentment durant un conflicte polític del qual van ser el centre. Fins a l'any 1995, el president de l'associació que organitza la festa era l'alcalde de la ciutat, renovat cada any. En aquesta data i contràriament a la tradició, el nou alcalde Jacques Bompard, antic membre del Front Nacional, no va ser escollit per a aquest càrrec. La situació amenaça la mateixa existència dels Chorégies que estan disposats a marxar a l'exili. Tanmateix, l'any 1999 es va signar un acord de finançament plurianual i durador.
El 17 de juny de 2011, per celebrar la 40a edició de les Nouvelles Chorégies, la "Comédie-Française" va oferir una actuació especial d'Andromaque segons l'antiga tradició, en la producció de Muriel Mayette, retransmesa en directe pel canal France 2.
Actualment el repte de les Chorégies, concreta Raymond Duffaut, és d'una banda crear una xarxa sobre els jaciments antics de la Mediterrània (coproducció el juny de 2011 dAïda, una gran òpera mediterrània, al festival d'òpera del Mar Mort de Massada); projectes previstos al Líban i el Marroc), en canvi, per exportar produccions, per exemple a Abu Dhabi i Qatar.
El 2016, Jean-Louis Grinda va substituir Raymond Duffaut com a director de Chorégies d'Orange.
L'edició 2020 fou cancel·lada a causa de la pandèmia de la Covid-19.

## Localització de les actuacions
Es fan espectacles i concerts al teatre antic, un teatre romà construït al segle I dC. Pot acollir aproximadament vuit mil sis-cents espectadors.
El seu mur escènic, de trenta-set metres d'alçada, ofereix un entorn especial que els decoradors poden aprofitar. També garanteix una bona acústica per als espectacles, que es fan a l'aire lliure.
La instal·lació a l'antic teatre, però, fa que el festival depengui de la meteorologia i de vegades s'ha hagut d'ajornar o cancel·lar les actuacions a última hora, ja sigui per tempesta o per assajos insuficients.

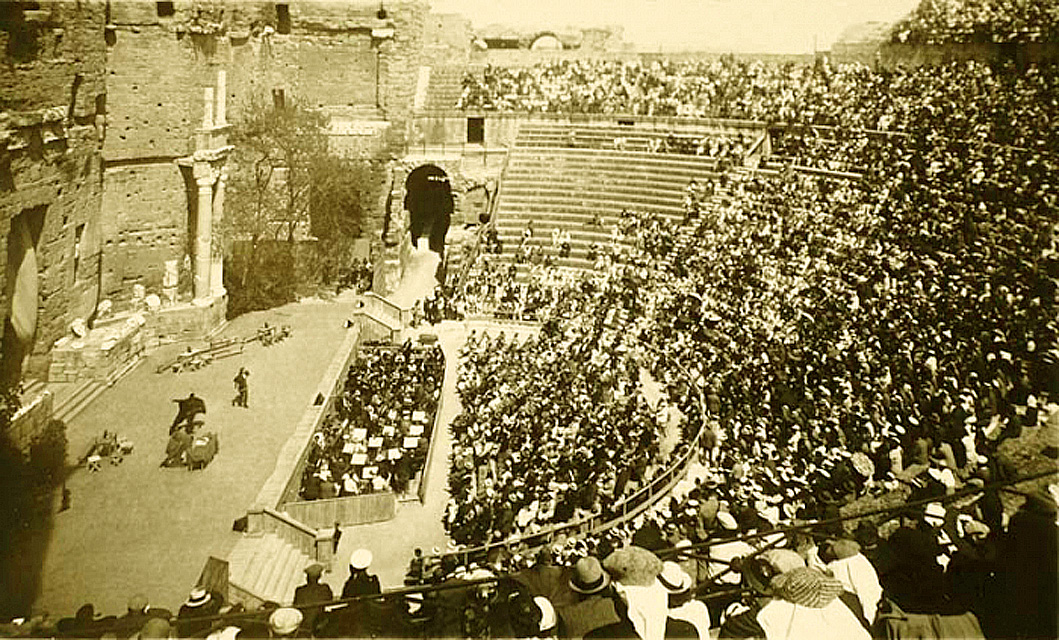
Chorégies d'Orange 1920
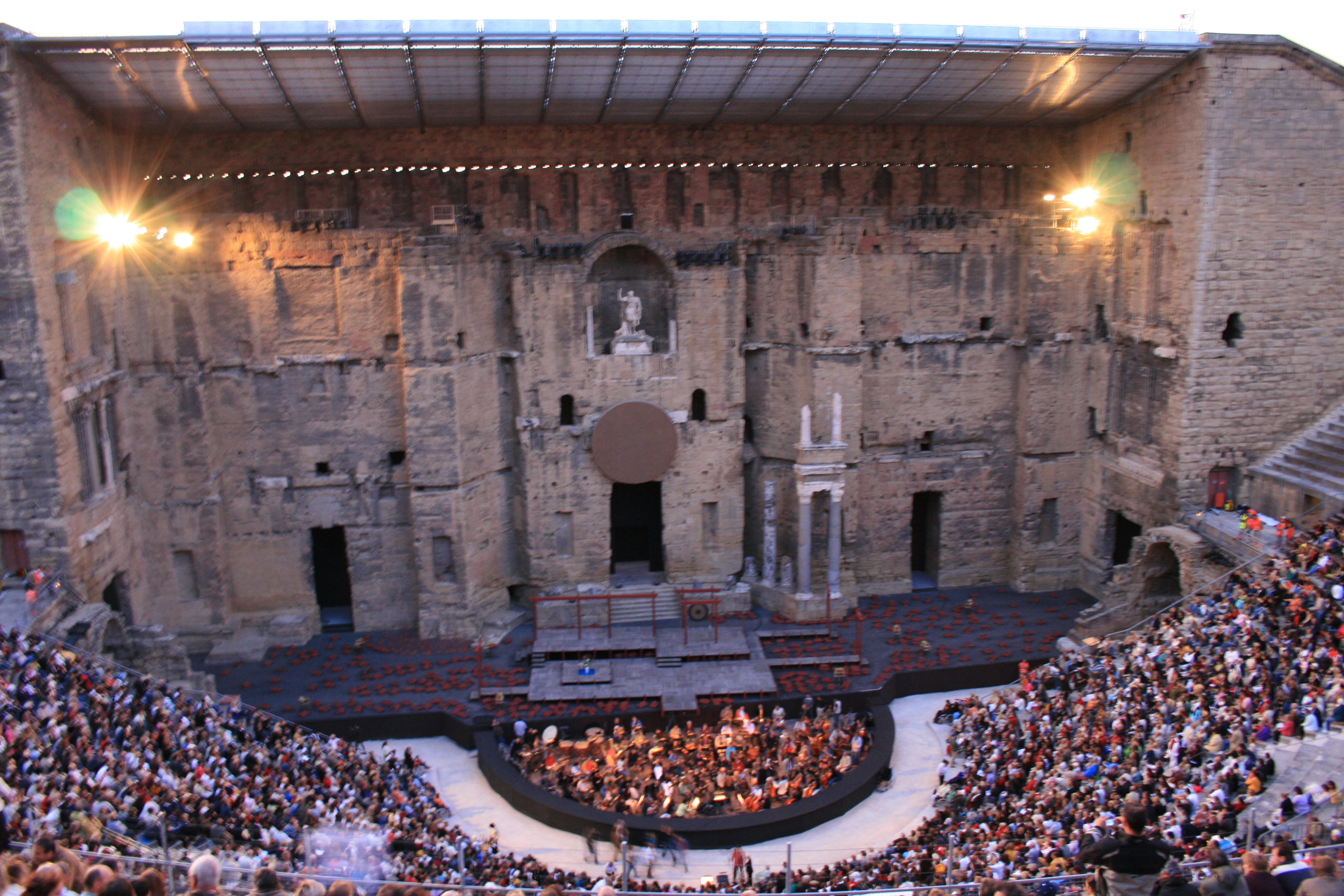
Chorégies d'Orange 2007 representació de Madame Butterfly
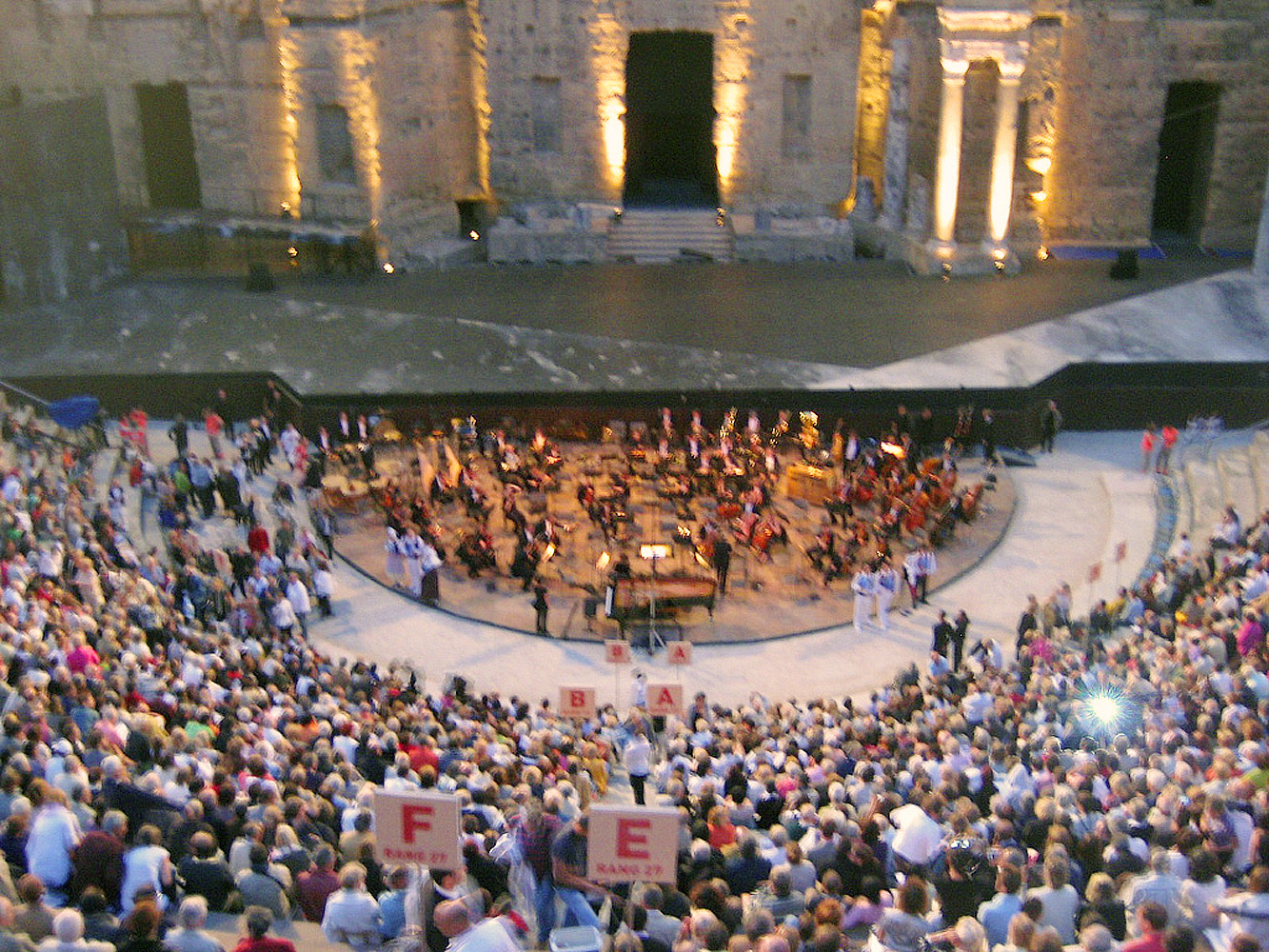
Chorégies d'Orange 2009

## Autofinançament
El festival es caracteritza pel seu alt grau d'autonomia financera: només cal un 15% de les subvencions públiques mentre que les festes d'Ais i Avinyó, per la seva banda, necessiten un 45%. L'any 1987, l'Ajuntament d'Orange va finançar 2 milions d'euros per millorar la comunicació de l'esdeveniment. Així va aconseguir evitar la presència d'espais VIP al teatre. Amb un pressupost d'uns 4,7 milions d'euros, l'any 2011 la taquilla va aportar 3,5 milions, gràcies a un aforament de 8.500 localitats. Un espectacle complet assegura 1 milió d'euros d'ingressos. Tanmateix, les sales s'han de triar amb cura perquè cal reunir almenys 8.500 persones dues vegades. Per presentar, arriscant-se, Elektra (1991) o Mireille (1970/2010), més conegudes pels especialistes, s'assegura l'autofinançament amb la condició que s'associïn Tosca, Aïda o Carmen, que atrauen un gran públic. Pel que fa als costos, Aïda per exemple representa 1,4 milions d'euros, Rigoletto 1,22 milions.
Les entitats locals i l'Estat aporten 890.000 euros. Les associacions inclouen France Télévisions, així com Air France, SNCF i algunes empreses locals, especialment empreses productores de vi. En una situació econòmica difícil, la Regió Provença-Alps-Costa Blava (PACA) organitza per salvar la temporada 2018 una agrupació de financers i socis històrics dins d'una empresa pública local (SPL), Jean-Louis Grinda continuant com a director i gestor artístic del Festival.

## Òperes programades després de 1968
L'edició del 2020 es va haver de cancel·lar a causa de la pandèmia del Covid-19, però s'hi va poder fer l'espectacle "Musiques en fête" que habitualment obre el programa.